# Agonist (Anatomie)
Als Agonist (altgriechisch αγωνιστής agonistís, deutsch ‚der Tätige‘, ‚Handelnde‘, ‚Führende‘) wird in der Anatomie und Physiologie derjenige Muskel oder Teil des Nervensystems bezeichnet, der bei zunehmender Aktivität (Muskelkontraktion bzw. Erregung) seines Gegenspielers (Antagonist) mehr und mehr gehemmt wird. Dadurch wird bei einem physiologischen Muskelstatus eine kontrollierte Bewegungsführung im bewegten Gelenk möglich bzw. eine Übererregung eines Nerventeilsystems verhindert (bei Versagen dieser Regulationen im zentralen Nervensystem treten z. B. epileptische Anfälle auf).
Manchmal wird auch der Muskel, der am kräftigsten in eine bestimmte Bewegungsrichtung wirkt, als Agonist bezeichnet. Muskeln, die den Agonisten unterstützen, heißen Synergisten.
Agonist und Antagonist stehen in einem Verhältnis zueinander, welches die Muskelbalance bildet. Ist ein Muskel mehr ausgeprägt als sein Gegenspieler entstehen muskuläre Dysbalancen.